# منوچهر شفقتیان
منوچهر شفقتیان بازیکن فوتبال بازنشسته ایرانی است. او عضو باشگاه پرسپولیس بود و سابقه بازی برای تیم ملی را داشت. شفقتیان در پست دفاع چپ بازی می‌کرد. وی به خاطر مشکلات مالی و روانی که پس از بازنشستگی پیدا کرد و عدم حمایت و رسیدگی فدراسیون فوتبال ایران و دیگر اهالی فوتبال دست به اعتصاب غذا زد و لب و دهان خود را دوخت.
شفقتیان در شرح مشکلات اقتصادی خود و بی‌توجهی فدراسیون فوتبال مصاحبه‌های زیادی کرده‌است ولی هیچ تأثیری در وضعیت او نداشته‌است. «منی که در این فوتبال سال‌ها حضور داشته‌ام، یک درخواست دارم؛ من ۲۰ سال در این مملکت بازی کردم، زحمت کشیدم، عرق ریختم، نمی‌خواهم کمک بلاعوض کنند. یکی پیدا شود و یک تیم بدهد. یعنی در لیگ دسته یک، دسته دو، دسته سه، نوجوانان، جوانان، امید جا برای من نیست؟ من یک پراید داشتم، با این پراید مسافرکشی می‌کردم. سکته کردم. نتوانستم اقساط این پراید را بدهم. بیمه‌اش هم تمام شد. الان سه ماه است که پرایدم را خوابانده‌اند و نمی‌توانم آزادش کنم. تمام بدهی‌ام برای ماشین ۷ میلیون تومان است. حاضرم با یک جا قرارداد ببندم این پول را بدهند و یک سال مجانی برایشان کار کنم. خواهش می‌کنم جوری که غرورم حفظ شود، از ما قدیمی‌ها استفاده کنند. به خدا من مدرک مربیگری گرفته‌ام. مدرک A، مدرک اروپایی، مدرک مربیگری فوتسال و… دارم. می‌توانم به جوان‌ها خدمت کنم.»